# Fuero Nuevo de Navarra
Fuero Nuevo de Navarra, o Compilación del Derecho privado foral de Navarra, es un texto legal, realizado por iniciativa de la Diputación Foral de Navarra, promulgado, por primera vez, mediante la Ley 1/1973, de 1 de marzo de 1973, sancionada por Francisco Franco, y sujeto a revisión y actualización desde la Ley Foral del 4 de abril de 2019 de modificación y actualización de la compilación del Derecho Civil Foral de Navarra o Fuero Nuevo.
En él se recogen las bases jurídicas del derecho privado de la Comunidad Foral de Navarra. La normativa se encuentra vigente en la actualidad, y en el mismo se reconoce la especificidad foral de Navarra.

## Historia
Para la realización del mismo estuvieron trabajando un reducido grupo de juristas, en torno a Juan García-Granero, desde 1960 a 1973 en la llamada Comisión Oficial Compiladora de Navarra (CCN).
El texto legal es sucesor del Fuero General de Navarra y del Fuero Viejo o Antiguo.

### Consejo Asesor de Derecho Civil Foral de Navarra
El 6 de febrero de 2006 la creación y la regulación del Consejo Asesor de Derecho Civil Foral de Navarra, «un órgano colegiado, consultivo y asesor configurado como foro de estudio, debate, participación y asesoramiento con la finalidad de conservar, actualizar y difundir el Derecho Civil Foral, y de promover la participación de los ciudadanos y de las instituciones en los proyectos que se elaboren para su conservación y desarrollo.»
Las funciones establecidas para este Consejo indicadas en el boletín son:

a) Informar los proyectos normativos que incidan en el ámbito del Derecho Civil Foral que le sean sometidos por su Presidente.
b) Elevar propuestas al Gobierno de Navarra para la elaboración de proyectos normativos sobre Derecho Civil Foral.
c) Proponer actuaciones para la conservación, modificación y desarrollo del Derecho Civil Foral, así como fomentar, coordinar e impulsar proyectos de investigación sobre la actualización, modificación y desarrollo del mismo.
d) Promover iniciativas de divulgación del Derecho Civil Foral y estimular la participación de los ciudadanos y de las instituciones en la conformación de aquél.
e) Elaborar y difundir estudios sobre el Derecho Civil Foral.
f) Analizar la evolución del Derecho Civil Foral, a la vista de la doctrina jurisprudencial emergente en la materia.
g) Promover la colaboración con entidades de ámbito nacional o internacional con funciones análogas.
h) Cualesquiera otras funciones que le sean encomendadas por vía legal, reglamentaria o mediante Acuerdo del Gobierno de Navarra.

Sobre la composición de este consejo también se especifican los siguientes miembros:

a) El Consejero de Presidencia, Justicia e Interior, que será su Presidente.
b) El Director General de Presidencia, que será su Vicepresidente.
c) El Director General de Justicia.
d) El Director del Servicio de Acción Legislativa y Coordinación, que actuará como Secretario.
e) Hasta seis Vocales designados por el Presidente del Consejo de entre juristas de reconocido prestigio en ámbitos relacionados con el Derecho Civil Foral de Navarra.
f) Diez Vocales nombrados por el Presidente del Consejo, de acuerdo con lo siguiente:
- Un representante de la Universidad Pública de Navarra y un representante de la Universidad de Navarra, a propuesta de sus respectivos órganos de gobierno, y de entre sus respectivos profesores de Derecho Civil.
- Dos miembros de la Administración de Justicia en Navarra, con funciones relacionadas con el Derecho Civil Foral, designados por la Sala de Gobierno del Tribunal Superior de Justicia.
- Dos representantes de los Colegios de Abogados de la Comunidad Foral de Navarra, expertos en Derecho Civil Foral, elegidos de entre sus miembros por sus órganos de gobierno.
- Un miembro del Consejo de Navarra, a propuesta del pleno de dicha institución.
- Un representante del Colegio de Notarios de Navarra y un representante del Colegio de Registradores de la Propiedad y Mercantiles de Navarra, elegidos respectivamente de entre sus miembros por sus Consejos o Juntas de Gobierno.
- Un asesor jurídico del Servicio de Asesoría Jurídica de la Administración de la Comunidad Foral de Navarra.

### Modificaciones y actualizaciones
Posteriormente el Fuero ha sido modificado por el Parlamento Foral de Navarra, utilizando las competencias que en ese sentido se recogen en el Amejoramiento del Fuero. El último proceso de modificación se inició con lo establecido por la Ley Foral 21/2019, de 4 de abril, de modificación y actualización de la Compilación del Derecho Civil Foral de Navarra o Fuero Nuevo.

## Estructura del Fuero Nuevo (1973)
Está dividido en tres libros, precedido por otro preliminar. Cada uno de los libros está compuesto por un conjunto de leyes, que corresponde a lo que en la legislación común se denomina artículo.

### Preliminar
En el preliminar se establecen las fuentes del Derecho Navarro:
- Ley 1: establece la compilación del vigente Derecho Civil del antiguo Reino de Navarra, conforme a la tradición y a la observancia práctica de sus costumbres, fueros y leyes.
  - Conserva la tradición jurídica para la interpretación e integración de las leyes de la Compilación para aquellas instituciones que tenga su origen en el mismo se utilizan las siguientes y por orden: las leyes de Cortes posteriores a la Novísima Recopilación; la Novísima Recopilación; los Amejoramientos del Fuero; el Fuero General de Navarra; los demás textos legales, como los fueros locales y el Fuero Reducido; y el Derecho Romano para las instituciones o preceptos que la costumbre o la presente Compilación hayan recibido del mismo.

- Ley 2: En Navarra la prelación de fuentes de Derecho es la siguiente:
  - 1. La costumbre.
  - 2. Las leyes de la presente Compilación.
  - 3. Los principios generales del Derecho navarro.
  - 4. El Derecho supletorio.
- Ley 3: Establece que se entiende por costumbre: La costumbre que no se oponga a la moral o al orden público, aunque sea contra ley, prevalece sobre el Derecho escrito. La costumbre local tiene preferencia respecto a la general. La costumbre que no sea notoria deberá ser alegada y probada ante los Tribunales.

### Libro primero
El primero trata de las personas y la familia en el que el fundamento del orden social lo sitúa en la estructura familiar así como la unidad de la casa, una institución peculiar del derecho foral navarro:
La Casa Navarra identifica por su nombre a la comunidad o grupo familiar que la habita o depende de sus recursos y a los bienes que integran su patrimonio en las relaciones de vecindad, prestaciones de servicios, identificación de fincas y otras relaciones establecidas por la costumbre y usos locales y por las normas (Ley 127).

### Libro segundo
En el libro segundo se asocian donaciones y las sucesiones con gran variedad de modalidad y formas casi sin solución de continuidad.

### Libro tercero
El Libro tercero es el más amplio porque abarca toda la materia de los derechos reales (Títulos I-VII) y las obligaciones (Títulos VIII-XI).

## Estructura del Fuero Nuevo (2019)
En la revisión efectuada desde 2019 la compilación ha mantenido sus 596 leyes, si bien con una estructura ligeramente diferente al estar divididas en un Libro Preliminar y cuatro Libros: el anterior Libro Tercero de desglosa en otros dos. En esta ocasión se han introducido nuevas disposiciones.

### Libro Preliminar
Estructurado en 4 títulos, recoge las primeras 41 leyes y mantiene, en lo referente a las fuentes del derecho navarro, el concepto de compilación aunque se eliminan de la tradición jurídica el Fuero Reducido de Navarra y los fueros locales (Ley 1), «se adecua a la realidad social navarra y prevé la inclusión actualizada en su texto de instituciones ya reguladas en leyes especiales.»

### Libro Primero: De las personas, de la familia y de la Casa navarra
Estructurado en 11 títulos, recoge 105 leyes (42-147) e incorpora la figura de los patrimonios especialmente protegidos en lo relativo a las personas con discapacidad o dependencia en el ámbito familiar (título 1).
Asimismo, se reconoce la heterogeneidad del hecho familiar, como realidad social plural y manifestación de los derechos fundamentales y libertades individuales de las personas, regulando el matrimonio, pareja estable (dando seguridad jurídica a la figura), relaciones de convivencia  que no han constituido pareja estable, familias reconstituidas o familias monoparentales.
La “patria potestad” pasa a ser “responsabilidad parental” (Ley 52) y se fomenta el pacto de parentalidad (Ley 69) entre los progenitores «como primera opción para regular las relaciones familiares y evitar la litigiosidad.»

### Libro Segundo: De las donaciones y sucesiones
Estructurado en 20 capítulos, recoge 197 leyes (148-345) concretándose las modificaciones en el reconocimiento de la plena libertad de disposición mediante la supresión de instituciones de difícil compatibilidad con la Constitución y que eran fuente de importantes conflictos familiares que impedían la protección de parientes con especiales necesidades.
Se refuerza la protección a la capacidad de testar, así como su eventual pérdida, en particular en el testamento de hermandad (capítulo 5). También se aborda la intimidad del testador con limitaciones sensoriales y se establece una regulación propia de la indignidad para suceder (Ley 154), plasmada en los conceptos de ingratitud (Ley 163) y desheredación (Ley 270).

### Libro Tercero: De los bienes
Estructurado en 7 títulos, recoge 141 leyes (346-487) referentes a la propiedad, a las comunidades de bienes y sus derechos, a las servidumbres vecinales, del usufructo, habitación, uso y otros derechos similares, sobre el derecho de superficies y otros derechos similares, sobre los retractos y otros derechos de adquisición preferente, y, finalmente, sobre las garantías reales.

### Libro Cuarto: De las obligaciones, estipulaciones y contratos
Estructurado en 3 títulos, recoge las últimas 108 leyes (488-596).
En ambos libros se han realizado modificaciones técnicas, «entre las que destaca la protección de las personas contratantes y deudoras en situación de vulnerabilidad o crisis económica. Además, se ha sustituido el término corresponsabilidad por el de coparentalidad».